# شعراء كهرمانية
شعراء  كهرمانية (الاسم العلمي:Hippobosca fulva) هو نوع من الحشرات يتبع جنس الشعراء من فصيلة الذباب الشعراوي.